# ایگور زاسدا
ایگور زاسدا (به انگلیسی: Igor Zaseda) (زادهٔ ۱۲ سپتامبر ۱۹۳۲) شناگر اهل شوروی است.